# Hermann Bobrik

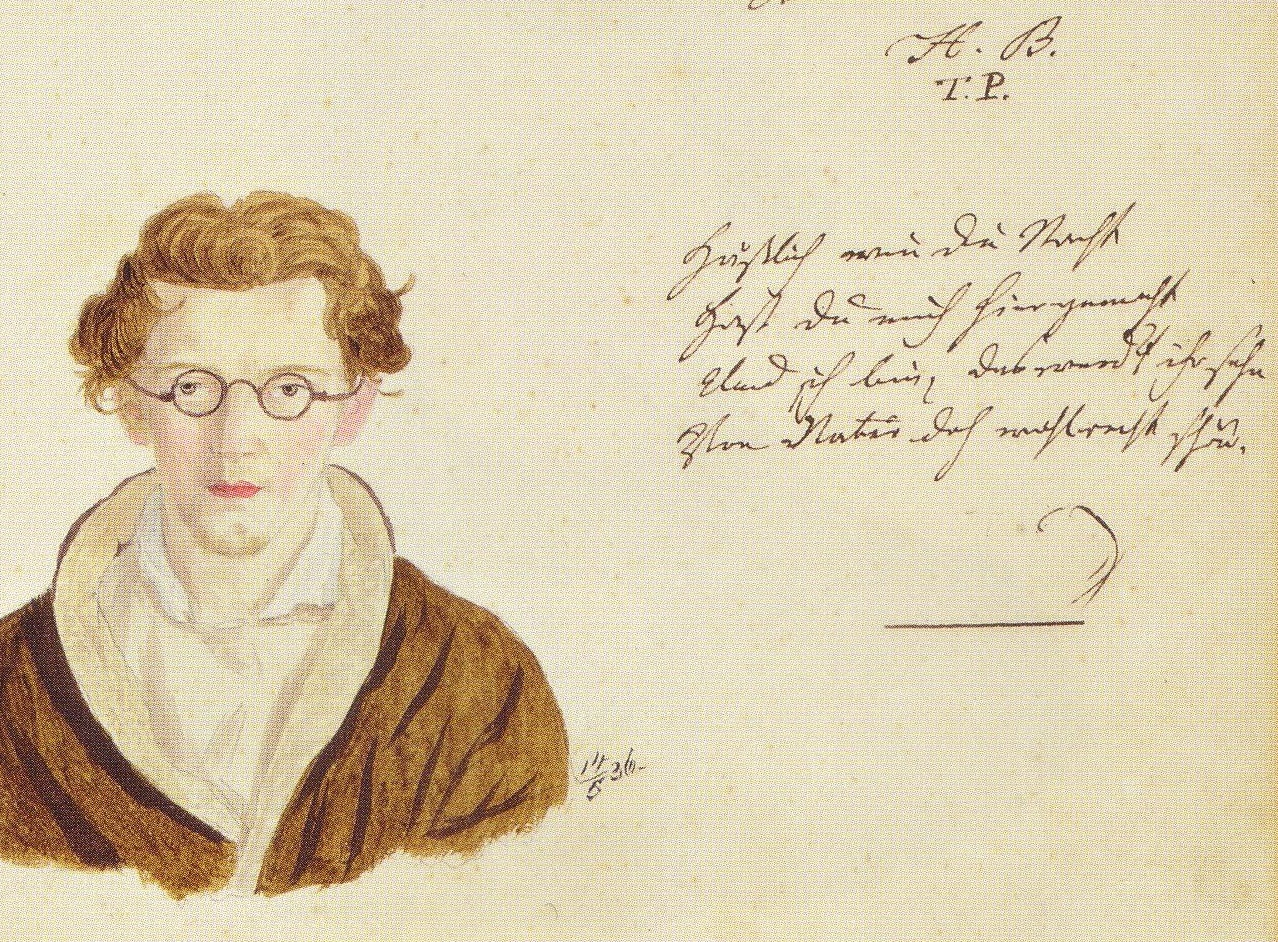
Hermann Bobrik (1836)

Hermann Bobrik (* 21. November 1814 in Aurich; † 18. Mai 1845 in Königsberg i. Pr.) war ein deutscher Historiker, Geograph und Hochschullehrer in Königsberg.

## Leben
Bobrik besuchte von 1827 bis 1832 das Collegium Fridericianum, zuletzt als königlicher Stipendiat. Nach dem Abitur studierte er Geografie, Statistik und Geschichte an der Albertus-Universität Königsberg. Er wurde Mitglied der Corpslandsmannschaft Scotia. In Wilhelm Schmiedebergs Blättern der Erinnerung ist ein studentisches Porträtaquarell von ihm erhalten.
Nachdem er 1837 zum Dr. phil. promoviert worden war, habilitierte er sich schon zwei Jahre später. Als Privatdozent wurde er 1843 Redaktionsgehilfe bei der Königsberger Allgemeinen Zeitung. Er war Mitglied der Königlichen Deutschen Gesellschaft (Königsberg) und starb im 31. Lebensjahr.